# Asbolisiomyces ingae
Asbolisiomyces ingae är en svampart som beskrevs av Bat. & H. Maia 1961. Asbolisiomyces ingae ingår i släktet Asbolisiomyces, divisionen sporsäcksvampar och riket svampar.   Inga underarter finns listade i Catalogue of Life.